# Championnat d'Égypte de football 2019-2020
Navigation
Édition précédente Édition suivante
La saison 2019-2020 du championnat d'Égypte de football est la 62e édition du championnat de première division égyptienne. Les dix-huit clubs engagés sont regroupés au sein d'une poule unique où ils s'affrontent à deux reprises. En fin de saison, les trois derniers du classement sont relégués et remplacés par les trois meilleures formations de D2.
Al Ahly défend son titre de champion, c'est son 5e titre successif. Avec 42 titres de champion, il est le club le plus titré d'Égypte.

## Participants
- Al Ahly Sporting Club
- Al Entag Al Harby
- Al-Masry Club
- Arab Contractors SC
- El Gouna FC
- FC Masr  - Promu de D2
- ENPPI Club
- Haras El-Hedood Club
- Pyramids FC
- Assouan Sporting Club- Promu de D2
- Ittihad Alexandrie
- Ismaily Sporting Club
- Misr El Maqasa
- Tanta SC - Promu de D2
- Smouha Sporting Club
- Tala'ea El Geish
- Wadi Degla Sporting Club
- Zamalek Sporting Club

## Déroulement de la saison

### Introduction de la VAR
En août 2019, la fédération égyptienne annonce l'introduction de la VAR dans le championnat pour la mi-saison. Le temps de former des arbitres à cette technologie, l'arbitrage vidéo démarre le 5 mars 2020.

### Pandémie de Covid-19
Le premier cas de Covid-19 en Egypte est identifié le 14 février 2020, la fédération ne prévoit pas d'annulation mais instaure des procédures pour les joueurs et membres du staff. Avec la recrudescence des cas, la trêve de la mi-saison est rallongée. Le 10 mars 2020, la fédération annonce que la reprise s'effectuera avec des matchs à huis clos.
Avec l'accroissement des cas de Covid-19, le 29 mars 2020, la fédération suspend le championnat.
Le 3 juillet 2020, la fédération annonce la reprise du championnat pour le 6 août 2020.

## Compétition

### Classement
| Rang | Équipe                   | Pts  | J  | G  | N  | P  | Bp | Bc | Diff |
| ---- | ------------------------ | ---- | -- | -- | -- | -- | -- | -- | ---- |
| 1    | Al Ahly Sporting ClubT C | 89   | 34 | 28 | 5  | 1  | 74 | 8  | +66  |
| 2    | Zamalek Sporting Club    | 68-3 | 34 | 21 | 8  | 5  | 50 | 27 | +23  |
| 3    | Pyramids FC              | 65   | 34 | 19 | 8  | 7  | 54 | 33 | +21  |
| 4    | Arab Contractors SC      | 54   | 34 | 15 | 9  | 10 | 45 | 34 | +11  |
| 5    | Smouha Sporting Club     | 51   | 34 | 11 | 18 | 5  | 44 | 33 | +11  |
| 6    | ENPPI Club               | 48   | 34 | 12 | 12 | 10 | 34 | 33 | +1   |
| 7    | Al-Masry Club            | 48   | 34 | 13 | 9  | 12 | 36 | 35 | +1   |
| 8    | Al Entag Al Harby        | 44   | 34 | 11 | 11 | 12 | 35 | 38 | -3   |
| 9    | Misr El Maqasa           | 42   | 34 | 10 | 12 | 12 | 40 | 39 | +1   |
| 10   | Ittihad Alexandrie       | 42   | 34 | 9  | 15 | 10 | 36 | 36 | 0    |
| 11   | Ismaily Sporting Club    | 41   | 34 | 11 | 8  | 15 | 38 | 48 | -10  |
| 12   | Tala'ea El Geish         | 41   | 34 | 9  | 14 | 11 | 32 | 37 | -5   |
| 13   | El Gouna FC              | 37   | 34 | 10 | 7  | 17 | 32 | 45 | -13  |
| 14   | Assouan Sporting ClubP   | 37   | 34 | 9  | 10 | 15 | 39 | 50 | -11  |
| 15   | Wadi Degla Sporting Club | 35   | 34 | 8  | 11 | 15 | 32 | 43 | -11  |
| 16   | Haras El-Hedood Club     | 33   | 34 | 7  | 12 | 15 | 31 | 41 | -10  |
| 17   | Tanta SCP                | 22   | 34 | 3  | 13 | 18 | 22 | 55 | -33  |
| 18   | FC Masr P                | 21   | 34 | 3  | 12 | 19 | 18 | 57 | -39  |

| Légende : Qualifications et relégations | Légende : Qualifications et relégations                                |
| --------------------------------------- | ---------------------------------------------------------------------- |
|                                         | Qualification pour la Ligue des champions de la CAF 2020-2021          |
|                                         | Qualification pour la Coupe de la confédération 2020-2021              |
|                                         | Relégation directe en Second Division                                  |
|                                         | T : Tenant du titre C : Vainqueur de la Coupe d'Égypte P : Promu de D2 |

- Comme la Coupe d'Égypte 2020 se termine après les délais d'enregistrement de la CAF, la place en Coupe de la confédération 2020-2021 sera donné au 4e.
- Le 24 février 2020, Zamalek ne se présente pas pour le derby contre son grand rival Al Ahly, le club reçoit une pénalité de trois points et la victoire 2-0 est donnée à Al Ahly[4].

## Bilan de la saison
| Championnat d'Égypte de football 2019-2020 |                                   |
| Champion                                   | Al Ahly Sporting Club (42e titre) |
| Coupes et trophées                         |                                   |
| Vainqueur de la Coupe d'Égypte 2019-2020   | Al Ahly Sporting Club             |
| Qualifications continentales               |                                   |
| Ligue des champions de la CAF 2020-2021    | Al Ahly Sporting Club             |
| Ligue des champions de la CAF 2020-2021    | Zamalek Sporting Club             |
| Coupe de la confédération 2020-2021        | Pyramids FC                       |
| Coupe de la confédération 2020-2021        | Arab Contractors SC               |
| Promotions et relégations                  |                                   |
| Promus en Premier League                   | National Bank of Egypt SC         |
| Promus en Premier League                   | Ghazl El Mahallah                 |
| Promus en Premier League                   | Ceramica Cleopatra FC             |
| Relégués en Second League                  | Haras El-Hedood Club              |
| Relégués en Second League                  | FC Masr                           |
| Relégués en Second League                  | Tanta SC                          |